# Kris Lemche
Kris (Kristopher) Lemche est un acteur canadien né le 23 février 1978 à Brampton en Ontario.

## Carrière
Sa carrière d'acteur est en fait le fruit du hasard car au départ il avait comme objectif de devenir médecin. Il accepte son premier rôle afin de financer ses études. Il débute dans une série télévisée créée par Disney. Il se découvre ensuite l'envie de travailler dans le cinéma et abandonne son projet de devenir médecin pour se consacrer à ce qu'il considère maintenant comme sa véritable passion.
Après quelques rôles pour le petit écran, il est choisi, en 1999, par le réalisateur canadien, David Cronenberg, pour jouer aux côtés de Jude Law, Ian Holm, Willem Dafoe et Jennifer Jason Leigh dans le film eXistenZ. Il enchaîne par la suite des rôles aussi bien pour la TV que pour le cinéma. 
En 2000, il joue dans le premier film de la trilogie Ginger Snaps au côté de Emily Perkins, Katharine Isabelle et Mimi Rogers.
En 2004, dans La Mise finale, il joue le rôle d'un étudiant doué en mathématique engagé, avec deux autres collègues aussi doués que lui, par un professeur d'université dans le but de devenir "compteur de carte" et de faire fortune en jouant au blackjack. Ce film, première réalisation, de Pierre Gill connut un franc succès, au Canada.
Dans cette même année, il joue aussi dans My Little Eye, un film dans lequel 5 jeunes participent à une émission sur Internet pour gagner 1 million de dollars s'ils restent 6 mois dans une maison. Mais vers la fin la paranoïa des participants entraîne des meurtres.
On a aussi pu voir Kris Lemche dans le troisième opus de la série de films Destination finale réalisé par James Wong qui avait signé le premier, dans lequel il joue l'une des victimes de la mort.
Il joue également dans des films tels que : Rosencrantz and Guildenstern Are Undead, A Simple Curve, Grinder ou dans le téléfilm 24 : Redemption.

## Filmographie

### Cinéma
- 1999 : Teen Knight de Phil Comeau : Peter
- 1999 : eXistenZ de David Cronenberg : Noel Dichter
- 1999 : Johnny de Carl Bessai : Sean
- 2000 : Ginger Snaps de John Fawcett : Sam
- 2000 : Saint Jude de John L'Ecuyer : Gabe
- 2002 : My Little Eye de Marc Evans : Rex
- 2003 : Les Hommes de main de David Levien : Decker
- 2004 : La Mise finale de Pierre Gill : Scott
- 2005 : A Simple Curve de Aubrey Nealon : Caleb
- 2006 : Destination finale 3 (Final Destination 3) de James Wong : Ian McKinley
- 2006 : State's Evidence de Benjamin Louis : Patrick
- 2009 : Rosencrantz and Guildenstern Are Undead de Jordan Galland : Vince / Hamlet
- 2009 : Fault Line de Lucas Elliot Eberle
- 2011 : Time Out de Andrew Niccol : Markus
- 2011 : Green Guys de Cole Mueller : Travis Howard
- 2012 : Alter Egos de Jordan Galland : Fridge / Brendan
- 2013 : The Frankenstein Theory de Andrew Weiner : Jonathan Venkenhein
- 2015 : Magic Hour de Cole Mueller : Dillon Fox
- 2016 : They're Watching de Jay Lender et Micah Wright : Alex Torini
- 2016 : New Life de Drew Waters : Michael

### Télévision
- 1996 : Chahut au bahut (Flash Forward) (Saison 1, épisode 11) : Zed Goldhawk
- 1996 : Chair de poule (Saison 2, épisode 14) : Sticks
- 1997 : Newton: A Tale ff Two Isaacs de Don McBrearty : Humphrey Newton
- 1998 : Marshall et Simon : Une nouvelle dimension (Saison 1, épisode 2) : Rodney Covington
- 1998 - 2000 : Émilie de la nouvelle lune : Perry Miller (32 épisodes)
- 1998 - 2000 : Nikita : Greg Hilinger (5 épisodes)
- 1999 : Jeanne d'Arc (Joan of Arc) de Christian Duguay
- 2000 : Twitch City (Saison 2, épisodes 4 et 6) : Clinton
- 2000 : Un monde à part (Children of Fortune) de Sheldon Larry : Shane Roberson
- 2001 : Le Souvenir en héritage (Bailey's Mistake) de Michael M. Robin : Malachy
- 2002 : My Guide to Becoming a Rock Star : Lucas Zank (5 épisodes)
- 2003 : Division d'élite (The Division) (Saison 3, épisode 4)
- 2003 : Dragnet (Saison 1, épisode 8) : Randy Southbrook
- 2003 - 2004 : Le Monde de Joan (Joan of Arcadia) : Cute Boy God (9 épisodes)
- 2006 : Esprits criminels (Criminal minds) (saison 1, épisode 11 : Soif de sang) : Eddy Mays
- 2006 : Psych : Enquêteur malgré lui (Saison 1, épisode 14) : Brandon Peterson
- 2007 : Ghost Whisperer (Saison 3, épisode 1, 2)
- 2008 : 24 heures chrono : Redemption (24: Redemption) de Jon Cassar : Chris Whitley
- 2009 : NCIS : Los Angeles (Saison 1, épisode 9) : Tom Smith
- 2010 : Les Experts (Saison 11, épisode 4) : Joey
- 2010 : Edgar Floats de Jace Alexander : Timmy / Bunny
- 2012 : Flashpoint (Saison 5, épisode 4) : Stuart
- 2013 : Les Experts : Manhattan (CSI: NY) (Saison 9, épisode 12) Anthony Lombardo
- 2013 : Haven: Darkside Seekers : Seth Byrne
- 2013 - 2015 : Haven : Seth Byrne (6 épisodes)
- 2015 : Marvel : Les Agents du SHIELD (Marvel's Agents of SHIELD) (Saison 2, épisodes 17 et 18) : Ethan
- 2016 : Tales from the Darkside (Histoires de l'autre monde) de Bradley Buecker (en) : Newman